# 2024 في الإمارات العربية المتحدة
فيما يلي هذه الأحداث التي حصلت في عام 2024 في الإمارات العربية المتحدة.

## المناصب
- رئيس الدولة: الشيخ محمد بن زايد آل نهيان.
- رئيس مجلس الوزراء: الشيخ محمد بن راشد آل مكتوم.

## الأحداث
- 14: أصدر الشيخ حميد بن راشد النعيمي عضو المجلس الأعلى حاكم عجمان، مرسوم أميري بشأن إنشاء مركز عجمان للمشاريع الجديدة "منطقة حرة".[1]
- أصدر الشيخ حميد بن راشد النعيمي عضو المجلس الأعلى حاكم عجمان، مرسوم أميري بتعيين الشيخ محمد بن عبدالله بن سلطان النعيمي، رئيساً لمركز عجمان للمشاريع الجديدة.[1]

- 1 يناير - انضمت الإمارات العربية المتحدة رسميًا إلى مجموعة البريكس.[2]

- 14 فبراير - افتتح رئيس الوزراء الهندي ناريندرا مودي معبد سوامينارايان، وهو أول معبد هندوسي في أبو ظبي.[3]

- 23 فبراير - أزال فريق العمل المالي الإمارات العربية المتحدة من "القائمة الرمادية" للدول التي لا تمتثل بالكامل للتدابير الرامية إلى مكافحة غسل الأموال وتمويل الإرهاب.[4]

- 16 أبريل - فيضانات الإمارات العربية المتحدة: غمرت الفيضانات أجزاء من دبي في أعقاب هطول أمطار غزيرة في جميع أنحاء البلاد.[5] تم الإبلاغ عن مقتل أربعة أشخاص على الأقل.[6][7]

- 10 يوليو– أصدرت محكمة الاستئناف حكمًا بالسجن مدى الحياة على 43 شخصًا، من بينهم العديد من نشطاء حقوق الإنسان، في محاكمة جماعية بتهمة التخطيط لأعمال عنف وزعزعة الاستقرار.[8]

- 21 يوليو – حُكم على سبعة وخمسين مهاجرًا بنغاليًا بمدد سجن متفاوتة لتنظيمهم احتجاجات لدعم حركة إصلاح نظام الحصص في بنغلاديش لعام 2024.[9]

## الرياضة

#### يناير
- 14: اقيمت النسخة الثامنة لبطولة السلم للدراجات الهوائية الذي ينطلق من سد حتا، وصولاً منطقة سيح السلم في محمية المرموم بدبي.[10]

#### فبراير
- 3: ستقام بطولة مبادلة العالمية للتنس 2024 في أبوظبي في الفترة من 3 - 11 فبراير 2024 في مدينة زايد الرياضية في أبوظبي.[11]